# Йоаким Хербут
Йоаким Хербут (на русински: Јоаким Хербут; на македонска литературна норма: Јоаким Хербут) е католически духовник от Република Македония, скопски епископ и апостолически администратор и екзарх на униатската Македонска апостолическа екзархия.

## Биография
Роден е през 1928 г. в село Руски Кръстур, Югославия в русинско семейство. Приема свещенически сан през 1952 г. в конкатедралната църква „Св. св. Кирил и Методий“ в Загреб и става свещеник в Крижевци. От 1954 до 1957 г. е секретар на скопския епископ. През 1954 г. се дипломира в Католическия богословски факултет на Загребския университет. През 1965 г. завършва канонично право в Папския университет „Латеранум“ в Рим, а в 1966 г. защитава докторска дисертация на тема „Постът във византийската църква“. На 2 октомври 1969 г. е избран и на 21 декември 1969 г. папата го ръкополага за скопско-призренски епископ. През 1972 година е провъзгласен за апостолически визитатор за католиците от византийски обред в Македония, а на 11 януари 2001 г. е интронизиран за апостолически екзарх на възстановената Македонска апостолическа екзархия за католиците от източен обред в Република Македония.